# Повна нісенітниця!
Повна нісенітниця! (англ. Utter Nonsense!) — комічна карткова гра, в яку грають суддя та гравці.

## Історія
Гру створили Тім Свіндл і Дейв Мазурек. Коли вони були одногрупниками в коледжі, вони час від часу грали зі своїми батьками в гру, в якій вони читали речення з різними акцентами. Пізніше, у 2014 році, після гри «Карти проти людства», вони вирішили перетворити час, проведений у коледжі, на справжню гру. Після того, як кілька примірників гри було продано в місцевому магазині ігор, їхню гру підхопила компанія Target, яка надалі просувала її на ринку.

## Обладнання
У грі використовується 500 карток: 455 містять речення, а 45 називають певний акцент.

## Ігровий процес
Гравці обирають суддю на основі того, чий запах з рота є найбільш огидним. Визначення того, хто має такий запах з рота, не обов'язково має ґрунтуватися на фактах, а може включати в себе абсурдні причини.
На початку кожного раунду суддя роздає по сім карт речень іншим гравцям. Потім суддя бере карту з наголосом з верхньої колоди і відкриває її.
Першим ходить гравець, який сидить зліва від судді, потім гравець, який сидить зліва від нього, і так далі. Кожен гравець бере з руки картку з реченням і читає його з вказаним наголосом.
Після того, як усі гравці продекламували, суддя вирішує, чия декламація, на його думку, була найсмішнішою. Гравець, чия декламація була обрана, виграє раунд, забирає картку з акцентом раунду і стає наступним суддею. Гра триває доти, доки один з гравців не виграє визначену кількість раундів (зазвичай п'ять).